# Zuleidis Ortiz Fuente
Zuleidis Ortiz Fuente (Santiago de Cuba, 31 de enero de 1978) es una deportista cubana que compitió en esgrima, especialista en la modalidad de espada. Ganó dos medallas de plata en el Campeonato Mundial de Esgrima en los años 1997 y 1998.

## Palmarés internacional
| Campeonato Mundial | Campeonato Mundial          | Campeonato Mundial | Campeonato Mundial |
| Año                | Lugar                       | Medalla            | Prueba             |
| ------------------ | --------------------------- | ------------------ | ------------------ |
| 1997               | Ciudad del Cabo (Sudáfrica) | Medalla de plata   | Espada individual  |
| 1998               | La Chaux-de-Fonds (Suiza)   | Medalla de plata   | Espada por equipos |